# Au Revoir (canción de Cascada)
Au Revoir —en español: «Adiós» es una canción interpretada por el grupo alemán Cascada. Fue compuesta por Allan Eshuijs, Yann Peifer y Manuel Reuter, producida por DJ Manian y Yanou, e incluida en el cuarto álbum de estudio del grupo, Original Me. La canción fue lanzada en Alemania el 23 de septiembre y para el Reino Unido se lanzara el 9 de octubre.
Es el tercer sencillo del álbum pero parece ser que será el segundo sencillo oficial lanzado en Francia tras Pyromania, ya que San Francisco no fue lanzado 'oficialmente' en Francia.

## Vídeo musical
El vídeo se estrenó en exclusiva el 8 de julio en el canal de televisión de Reino Unido Clubland TV. El 8 de septiembre, en el canal oficial de Youtube Cascada subió el vídeo, estrenándolo así para todo el mundo.
Fue rodado junto al vídeo de San Francisco, en Toronto a finales de marzo del 2011, y ha sido dirigido por Lisa Mann, que ya ha trabajado anteriormente con ellos dirigiendo Miracle, Pyromania, Night Nurse y San Francisco.

## Formatos yRemixes
Descarga digital (Alemania)
1. Au Revoir (Radio Edit) — 3:08
2. Au Revoir (DJ Gollum Radio Edit) — 3:28
3. Au Revoir (Mondo Radio Edit) — 3:26
4. Au Revoir (DJ Gollum Remix) — 4:56

Descarga digital (Reino Unido)
1. Au Revoir (DJ Gollum Radio Edit) — 3:28
2. Au Revoir (Mondo Radio Edit) — 3:26
3. Au Revoir (DJ Gollum Remix) — 4:56
4. Au Revoir (Christian Davies Remix) — 4:42
5. Au Revoir (Jorg Schmid Remix) — 5:12

## Posicionamiento en listas
| Lista (2011)                | Mejor posición |
| --------------------------- | -------------- |
| Austria (Ö3 Austria Top 40) | 31             |

## Fecha de lanzamiento
| País        | Fecha            | Formato          | Discográfica    |
| ----------- | ---------------- | ---------------- | --------------- |
| Alemania    | 23 de septiembre | Descarga digital | Zooland Records |
| Reino Unido | 9 de octubre     | Descarga digital | AATW            |